# أوسكار أندرسون
أوسكار أندرسون (بالألمانية: Oskar Anderson) (و. 1887 – 1960 م) هو رياضياتي، واقتصادي، وعالم إحصاء من ألمانيا، والإمبراطورية الروسية، ومملكة بلغاريا، ولد في مينسك، توفي في ميونخ، عن عمر يناهز 73 عاماً.

## جوائز
حصل على جوائز منها:
- زمالة الجمعية الأمريكية لتقدم العلوم